# Норвежская крона
Норвежская кро́на (норв. krone, norsk krone, мн. ч. kroner) — национальная валюта Норвегии. Состоит из 100 эре (ед. и мн. ч. — øre).

## История

### Денежное обращение до введения кроны
Первые норвежские монеты отчеканены при короле Олаве I Трюгвасоне (995—999). Чеканка монет была исключительным королевским правом. В 1626 году основан монетный двор в Кристиании (Осло), использовавший для чеканки серебро рудника в Конгсберге. В 1686 году монетный двор перенесён в Конгсберг и стал частью Конгсбергского серебряного рудника, чтобы на месте добычи серебра чеканить монеты. Связь с рудником продолжалась до исчерпания в нём запасов серебра в 1957 году.
В 1695 году выпущены первые норвежские банкноты, право выпуска которых дано королём торговцу из Бергена Й. Молену (впоследствии обанкротившемуся). Эти банкноты являлись законным платёжным средством на небольшой части территории Норвегии.
В 1736 году основан Датско-Норвежский ассигнационно-вексельный банк (Курантбанк, Courantbanken) — частный банк под королевским контролем, получивший право выпуска банкнот. В 1791 году основан Датско-Норвежский спесиебанк. 5 января 1813 года основан Риксбанк, получивший право выпуска банкнот.
В 1814 году при Кристиане Фредерике Ольденбургском отделением Риксбанка в Кристиании были выпущены норвежские банкноты («банкноты принца»), которые после вхождения Норвегии в состав Швеции летом 1814 года были объявлены недействительными. Реально некоторое время они продолжали находиться в обращении вместе с банкнотами Курантбанка, Риксбанка, ассигнационными сертификатами и сертификатами казначейства.
14 июня 1816 года принят акт парламента о создании Норвежского банка. Денежной единицей объявлен спесиедалер (=5 ортов=120 скиллингов). Банк начал операции в январе 1817 года.
3 февраля 1855 году бумажный риксдалер риксминт (= 100 эре) был объявлен законным платёжным средством.

### Норвежская крона
4 июня 1873 парламент принял решение о переходе к золотому стандарту с 1874 года. Норвежская крона (символ — NKr) = 100 эре, введена законом от 17 апреля 1875 года в связи с вступлением Норвегии в Скандинавский монетный союз. До этого денежной единицей был спесидалер.
5 августа 1914 года размен банкнот на золото был приостановлен, в 1916 году восстановлен. В связи с тем, что объём эмиссии банкнот намного превышал золотой запас, обмен банкнот на золото в апреле 1916 года для Норвежского банка стал необязательным. 19 марта 1920 года обмен банкнот на золото был приостановлен, 1 мая 1928 года возобновлён. 27 сентября 1931 года золотой стандарт отменён. До 1917 года (формально — до 1924) в обращении, кроме национальных денег, находились банкноты и монеты Швеции и Дании.
С 1940 года Норвежский банк находился в эмиграции в Лондоне, золотой запас был вывезен в Великобританию, США и Канаду. Отделения банка на территории Норвегии работали под контролем оккупационных властей. В период оккупации на территории Норвегии не была учреждена кредитная касса и не выпускались в обращение военные рейхсмарки. Норвежский банк был обязан обменивать военные рейхсмарки на кроны сначала от военного командования, а затем от Главного управления кредитных касс с зачислением «эквивалентной» суммы в военных рейхсмарках по фиксированному курсу (военная марка = 1,67 кроны) на счёт Норвежского банка в Рейхсбанке. Денежная масса в годы войны возросла в 5 раз. При освобождении Норвегии в незначительном количестве использовались купюры Норвежского банка, отпечатанные в Англии, с датами 1942 и 1944. С 9 по 22 сентября 1945 проведён обмен старых банкнот на новые 1:1, банкноты в 1 и 2 кроны были аннулированы.
В 1962 году монетный двор передан в подчинение Норвежскому банку. В 2000 году монетный двор преобразован в компанию с ограниченной ответственностью. В 2004 году название компании «Королевский Норвежский монетный двор» было изменено на «Норвежский монетный двор». Обозначение двора — скрещённые молотки.

## Монеты
1 мая 1974 изъяты из обращения монеты в 1, 2 эре и монеты в 5 эре, выпускавшиеся до 1973 года. 1 января 1984 изъяты монеты в 5 и 25 эре, 23 января 1992 — в 10 эре. 16 сентября 1996 изъяты монеты в 50 эре, выпускавшиеся в 1874—1996 годах, и начат выпуск монет в 50 эре нового образца. С 1 мая 2012 года монеты в 50 эре также изъяты из обращения. В 1990-х годах получили хождение монеты достоинством 1, 5, 10 и 20 крон. Монеты в 1 и 5 крон изготовлены из медно-никелевого сплава, в 10 и 20 крон — из медно-цинкового; особенность монет достоинством в 1 и 5 крон состоит в наличии круглого отверстия в центре.
В 2006 году в районе Осло массово подверглись атаке аферистов торговые, разменные и прочие автоматы, принимавшие монеты в 20 крон, размер и масса которых совпадает с соответствующими характеристиками монет достоинством в 10 сирийских фунтов. По обменному курсу на тот момент 10 сирийских фунтов оценивались в 1,30 норвежской кроны.
| Достоинство                  | Аверс | Реверс | Диаметр, мм | Толщина, мм | Масса, г | Сплав                       |
| ---------------------------- | ----- | ------ | ----------- | ----------- | -------- | --------------------------- |
| 20 крон                      |       |        | 27,5        | 2,2         | 9,9      | 81 % Cu, 10 % Zn, 9 % Ni    |
| 10 крон                      |       |        | 24,0        | 2,0         | 6,8      | 81 % Cu, 10 % Zn, 9 % Ni    |
| 5 крон                       |       |        | 26,0        | 2,0         | 7,85     | 75 % Cu, 25 % Ni            |
| 1 крона                      |       |        | 21,0        | 1,7         | 4,35     | 75 % Cu, 25 % Ni            |
| 50 эре (изъята из обращения) |       |        | 18,5        | 1,7         | 3,6      | 97 % Cu, 2,5 % Zn, 0,5 % Sn |

## Банкноты
В настоящее время хождение имеют банкноты достоинством 50, 100, 200, 500 и 1000 крон.
Норвежский банк в течение 2017—2019 годов намерен заменить все банкноты, находящиеся в обращении. 30 мая 2017 года в обращение выпущены банкноты нового образца в 100 и 200 крон. Банкноты тех же номиналов старого образца утратили силу законного платёжного средства 30 мая 2018 года, принимаются к обмену до 30 мая 2028 года. 18 октября 2018 года в обращение выпущены банкноты нового образца в 50 и 500 крон.

### Банкноты образца 1994—2001 годов
| Серия 1994—2001 года                            | Серия 1994—2001 года | Серия 1994—2001 года | Серия 1994—2001 года | Серия 1994—2001 года | Серия 1994—2001 года                        | Серия 1994—2001 года               | Серия 1994—2001 года                                   | Серия 1994—2001 года | Серия 1994—2001 года |
| Изображение                                     | Изображение          | Номинал (крон)       | Размеры (мм)         | Основные цвета       | Описание                                    | Описание                           | Даты                                                   | Даты                 |                      |
| Лицевая сторона                                 | Оборотная сторона    | Номинал (крон)       | Размеры (мм)         | Основные цвета       | Аверс                                       | Реверс                             | печати                                                 | изъятия              |                      |
| ----------------------------------------------- | -------------------- | -------------------- | -------------------- | -------------------- | ------------------------------------------- | ---------------------------------- | ------------------------------------------------------ | -------------------- | -------------------- |
|                                                 |                      | 50                   | 128×60               | зелёный              | писатель Петер Асбьёрнсен (1812—1885)       | пейзаж с кувшинками и стрекозами   | 1996 1998 1999 2000 2003 2005 2008 2011 2015           |                      |                      |
|                                                 |                      | 100                  | 136×65               | розовый фиолетовый   | оперная певица Кирстен Флагстад (1895—1962) | схематичное изображение театра     | 1995 1997 1998 1999 2003 2004 2006 2007 2010 2014 2015 | 1 июня 2018          |                      |
|                                                 |                      | 200                  | 144×70               | синий зелёный        | физик Кристиан Биркеланд (1867—1917)        | фрагмент карты Северного полушария | 1994 1998 1999 2000 2002 2003 2004 2006 2009 2013 2014 | 1 июня 2018          |                      |
|                                                 |                      | 500                  | 152×75               | коричневый оливковый | писательница Сигрид Унсет (1882—1949)       | венок, узоры на вышивке            | 1999 2000 2002 2005 2008 2012 2015                     |                      |                      |
|                                                 |                      | 1000                 | 160×80               | фиолетовый           | художник Эдвард Мунк (1863—1944)            | фрагмент картины Мунка «Солнце»    | 2001 2004                                              |                      |                      |
| Масштаб изображений — 1,0 пикселя на миллиметр. |                      |                      |                      |                      |                                             |                                    |                                                        |                      |                      |

### Банкноты образца 2017—2019 годов
| Изображение | Изображение | Номинал (крон) | Размеры (мм) | Основные цвета | Основные цвета | Описание                             | Описание                            | Дата выпуска | Дата выпуска |
| Аверс       | Реверс      | Номинал (крон) | Размеры (мм) | Основные цвета | Основные цвета | Аверс                                | Реверс                              | Дата выпуска | Дата выпуска |
| ----------- | ----------- | -------------- | ------------ | -------------- | -------------- | ------------------------------------ | ----------------------------------- | ------------ | ------------ |
|             |             | 50             | 126×70       |                | зелёный        | Утверский маяк                       | Стилизованный маяк                  | 2018         |              |
|             |             | 100            | 133×70       |                | красный        | Гокстадский корабль                  | Стилизованный контейнеровоз и Орион | 2017         |              |
|             |             | 200            | 140×70       |                | синий          | Треска                               | Стилизованная рыбацкая лодка        | 2017         |              |
|             |             | 500            | 147×70       |                | оранжевый      | Спасательное судно РС 14 «Ставангер» | Стилизованная нефтяная платформа    | 2018         |              |
|             |             | 1000           | 154×70       |                | фиолетовый     | Волна в море                         | Стилизованный горизонт              | 2019         |              |

## Режим валютного курса
В настоящее время[когда?] в Норвегии используется режим свободно плавающего валютного курса. Критерием эффективности курсовой политики (курсовой якорь) выступают показатели инфляции. Курс норвежской кроны ощутимо варьируется из года в год, сказывается зависимость экономики страны от колебаний цен на нефть. К примеру, в январе 2002 года курс кроны к доллару США составлял 1 USD = 9 NOK, а в июле того же года уже 1 USD = 7,36 NOK.